# 舞プロモーション
株式会社舞プロモーション（まいプロモーション）は、日本の芸能事務所。日本芸能マネージメント事業者協会会員。
1973年設立。俳優のマネージメントに加え、舞台、映画の企画・製作も手掛けている。蜷川幸雄の正式所属事務所でもあり、所属タレントには舞台出演を精力的に行っている者が多い。

## 所属タレント
※2020年5月13日 (水) 現在
- 原田美枝子
- 筒井道隆
- 六角精児
- 高橋一生
- 不破万作
- 新海百合子
- 妹尾正文
- 村井良大
- ノゾエ征爾（脚本・演出・俳優）
- 新川將人
- 川上友里
- 大門伍朗
- 広田亮平
- 玉置孝匡
- 竹口龍茶
- 加茂智里
- 古畑新之
- 青戸昭憲
- 渡邉翔
- 西郷真悠子
- 藤田俊太郎（演出）
- 浅丘ルリ子（関連事務所・カラント所属）
- 岸恵子（関連事務所・岸惠子連絡事務所所属）

## 過去の所属タレント
- 小林昭二
- 阿藤快
- 高橋覚
- 松田龍平
- 蜷川有紀
- 山本みどり
- 伴美奈子
- 新海百合子
- 趣里
- 蜷川幸雄
- 山谷初男
- 清家栄一